# Jean-Louis Trintignant
Jean-Louis Trintignant   (Puegoulen, 11 de desembre de 1930 - Colhaç, 17 de juny de 2022) va ser un actor i director de cinema francès.

## Biografia
Va passar la seva infància al sud de França (Ais de Provença, Nimes i Pont-Saint-Esprit). El 1950 va anar a París amb la idea d'actuar en el teatre i va seguir els cursos de Charles Dullin i Tania Balachova. El 1951 va debutar al teatre passant a ser vist com un dels actors francesos més dotats de l'època posterior a la Segona Guerra Mundial. Després de viatjar durant els primers anys 1950 en unes quantes produccions de teatre, la seva primera aparició en el cinema arribava el 1955 i l'any següent quan va obtenir la fama per la seva actuació amb Brigitte Bardot al film de Roger Vadim And God Created Woman.
De família rica, va ser nebot d'un pilot de cotxes de carreres, Louis Trintignant, que es va matar el 1933 mentre practicava en un circuit de la Picardie. El seu altre oncle Maurice Trintignant (nascut el 1917), va ser un pilot automobilístic que va guanyar dues vegades el Grand Prix de Mònaco, així com les 24 hores de Le Mans. Havent crescut al voltant de curses d'automòbils, Jean-Louis Trintignant va ser l'elecció natural de director cinematogràfic Claude Lelouch per al paper que protagonitza un conductor de cotxes de cursa a la pel·lícula de 1966, Un homme et une femme, un èxit global que el va convertir en una estrella internacional.
El treball de Trintignant va quedar interromput durant uns quants anys pel servei militar obligatori. Després de complir-lo a Alger, va tornar a París i va reprendre una carrera molt reeixida. Papers a clàssics del cinema com Compartiment tueurs, Un homme et une femme (a l'època la pel·lícula francesa més reeixida), la pel·lícula de Bertolucci Il Conformista, i el thriller polític del 1969 Z, en el qual retratava un idealista advocat jove, i obtenia el Premi a la interpretació masculina al Festival Internacional de Cinema de Canes de 1969.
A Itàlia va treballar amb Valerio Zurlini a Estate violenta i Il deserto dei Tartari, amb Ettore Scola a La terrazza però de manera especial a la pel·lícula de culte Il sorpasso de Dino Risi.
La seva primera muller va ser l'actriu Stéphane Audran. La seva segona muller Nadine Marquand, també era actriu així com guionista i directora. Van tenir tres fills: Vincent Trintignant, Pauline (morta el 1966) i Marie Trintignant (21 de gener de 1962 - 1 d'agost de 2003), que als 17 anys actuava a La terrazza al costat del seu pare i es va convertir en una actriu molt reeixida.
Els anys 1970 Trintignant feia de protagonista en nombroses pel·lícules i el 1983 feia el seu primer llargmetratge en anglès, Under Fire. Després va ser el protagonista a la pel·lícula de François Truffaut, Vivement dimanche!.
A finals dels anys 1980 i primers 90, Trintignant va treballar poc causa de problemes de salut (resultat d'un accident de cotxe) i una manca creixent d'interès en el cinema. El seu paper de 1994 en l'última pel·lícula de Krzysztof Kieślowski, Tres Colors: Vermell marca una rara aparició, tot i que va ser nomenat per a millor actor en els premis César.
L'any següent rebia una altra nominació Fiesta, i posava la seva veu a l'àmpliament aclamada The City of Lost Children, i des d'aleshores només ha fet pel·lícules ocasionalment de llavors.

## Filmografia

### Director
- 1972: Une journée bien remplie amb Jacques Dufilho, Luce Marquand
- 1978: Le Maître-nageur

### de 1955 a 1959
- 1955: Si tous les gars du monde de Christian-Jaque
- 1955: La Loi des rues de Ralph Habib
- 1956:Et Dieu... créa la femme de Roger Vadim[2]
- 1957: Club de femmes de Ralph Habib
- 1959: Estiu violent (Estate violenta) de Valerio Zurlini
- 1959: Les relacions perilloses (Les Liaisons dangereuses), de Roger Vadim
- 1959: Austerlitz d'Abel Gance

### de 1960 a 1969
- 1960: Le Cœur battant de Jacques Doniol-Valcroze
- 1960: La Millième fenêtre de Robert Menegoz
- 1960: Le Puits aux trois vérités de François Villiers
- 1960: Plein feu sur l'assassin de Georges Franju
- 1961: Le Jeu de la vérité de Robert Hossein
- 1961: L'Atlantide (Antinea, l'amante della citta sepolta) d'Edgar G. Ulmer i Giuseppe Martini
- 1961: Les Sept Péchés capitaux, sketch "La luxúria" de Jacques Demy
- 1961: Horace 62 d'André Versini
- 1962: Il sorpasso de Dino Risi
- 1962: Le Combat dans l'île d'Alain Cavalier
- 1963: Les Pas perdus (1963) de Jacques Robin
- 1963: Viheltäjât d'Eino Ruustsabo
- 1963: Château en Suède de Roger Vadim
- 1964: Mata Hari, agent H21 de Jean-Louis Richard
- 1964: La Bonne Occase de Michel Drach
- 1964: Merveilleuse Angélique de Bernard Borderie
- 1964: Compartiment tueurs de Costa-Gavras
- 1965: Le Dix-septième ciel de Serge Korber
- 1965: Un homme et une femme de Claude Lelouch[2]
- 1965: La Longue marche d'Alexandre Astruc
- 1965: Paris brûle-t-il ?  de René Clément
- 1966: Safari diamants de Michel Drach
- 1966: Mon amour, mon amour de Nadine Trintignant
- 1966: Trans-Europe-Express d'Alain Robbe-Grillet
- 1967: Le Cœur aux lèvres (Col cuore in gola) de Tinto Brass
- 1967: Un homme à abattre de Philippe Condroyer
- 1967: Les Biches de Claude Chabrol
- 1967: L'Homme qui ment d'Alain Robbe-Grillet
- 1968: La morte ha fatto l'uovo de Giulio Questi
- 1968: Z de Costa-Gavras[2]
- 1968: El gran silenci (1968) de Sergio Corbucci
- 1968: El lladre de crims (Le voleur de crimes) (1968) de Nadine Trintignant
- 1969: Ma nuit chez Maud (1969) d'Eric Rohmer
- 1969: L'Américain de Marcel Bozzuffi
- 1969: L'opium et le bâton de Ahmed Rachedi

### de 1970 a 1979
- 1970: Le Conformiste de Bernardo Bertolucci
- 1970: El trinxeraire de Claude Lelouch
- 1971: Sans mobile apparent de Philippe Labro
- 1972: Com una llebre acorralada (La Course du lièvre à travers les champs) de René Clément
- 1972: L'atemptat (L'Attentat) d'Yves Boisset
- 1973: Un homme est mort de Jacques Deray
- 1973: Défense de savoir de Nadine Trintignant
- 1973: Le Train de Pierre Granier-Deferre
- 1974: Le Secret de Robert Enrico
- 1974: Le Mouton enragé de Michel Deville
- 1974: Les Violons du bal de Michel Drach
- 1975: Il pleut sur Santiago de Helvio Soto
- 1975: Le Jeu avec le feu d'Alain Robbe-Grillet
- 1975: L'Agression de Gérard Pirès
- 1975: Repérages de Michel Soutter
- 1975: Història d'un policia (Flic Story) de Jacques Deray
- 1975: La donna della domenica de Luigi Comencini
- 1975: Le Voyage de noces de Nadine Trintignant
- 1976: El desert dels tàrtars (Il deserto dei Tartari) de Valerio Zurlini
- 1976: L'Ordinateur des pompes funèbres de Gérard Pirès
- 1977: Les Passagers de Serge Leroy
- 1978: L'Argent des autres de Christian de Chalonge
- 1978: Le Maître-nageur de Jean-Louis Trintignant

### de 1980 a 1989
- 1980: La Banquière de Francis Girod
- 1980: Une affaire d'hommes de Nicolas Ribowski
- 1980: Je vous aime de Claude Berri
- 1980: La terrazza d'Ettore Scola
- 1981: Un assassin qui passe de Michel Vianey
- 1981: Malevil de Christian de Chalonge
- 1981: Eaux profondes de Michel Deville
- 1981: Passione d'amore d'Ettore Scola
- 1982: La Nuit de Varennes d'Ettore Scola
- 1982: Colpire al cuore de Gianni Amelio
- 1982: Boulevard des assassins de Boramy Tioulong
- 1982: Le Grand pardon d'Alexandre Arcady
- 1983: Vivement dimanche! de François Truffaut
- 1983: Sota el foc (Under Fire) de Roger Spottiswoode
- 1983: La brigada criminal (La Crime) de Philippe Labro
- 1984: Credo (TV) de Jacques Deray
- 1984: Femmes de personne de Christopher Frank
- 1984: Viva la vie de Claude Lelouch
- 1984: El caprici (Le Bon Plaisir) de Francis Girod
- 1985: L'Homme aux yeux d'argent de Pierre Granier-Deferre
- 1985: Partir, revenir de Claude Lelouch
- 1985: Rendez-vous de André Téchiné
- 1986: L'Été prochain de Nadine Trintignant
- 1986: Un homme et une femme: vingt ans déjà de Claude Lelouch
- 1986: Quinze août de Nicole Garcia
- 1986: La Femme de ma vie de Régis Wargnier
- 1986: Le Moustachu de Dominique Chaussois
- 1987: La Vallée fantôme d'Alain Tanner
- 1989: Bunker Palace Hôtel (1989) de Enki Bilal

### de 1990 a 1999
- 1991: Merci la vie de Bertrand Blier
- 1991: L'Instinct de l'ange de Richard Dembo
- 1991: L'Œil écarlate de Dominique Roulet
- 1992: La Controverse de Valladolid de Jean-Daniel Verhaeghe
- 1993: Tres Colors: Vermell de Krzysztof Kieślowski amb Irène Jacob
- 1994: La Cité des enfants perdus de Jean-Pierre Jeunet i Marc Caro amb Ron Perlman, Judith Vittet
- 1994: C'est jamais loin d'Alain Centonze
- 1994: Regarde les hommes tomber de Jacques Audiard
- 1995: Fiesta de Pierre Boutron amb Grégoire Colin, Alain Doutey
- 1995: Un Héros très discret de Jacques Audiard amb Mathieu Kassovitz, Anouk Grinberg
- 1996: Un Homme est tombé dans la rue de Dominique Roulet amb Guy Bedos, Martin Lamotte.
- 1996: Tykho Moon d'Enki Bilal amb Julie Delpy, Richard Bohringer
- 1997: Ceux qui m'aiment prendront le train de Patrice Chéreau amb Pascal Greggory, Valeria Bruni-Tedeschi

### A partir del 2000
- 2002: Janis et John de Samuel Benchetrit amb François Cluzet, Marie Trintignant
- 2009: La vérité si je mens 3
- 2012: Amor de Michael Haneke amb Emmanuelle Riva i Isabelle Huppert
- 2017: Happy End de Michael Haneke amb Isabelle Huppert
- 2019: Les plus belles années d'une vie de Claude Lelouch amb Anouk Aimée i Monica Bellucci

### Curt-metratges
- 1955: Pechiney de Marcel Ichac
- 1961: Parfois le dimanche d'Ado Kyrou i Raoul Sangla
- 1965: Fragilité, ton homme est femme de Nadine Trintignant
- 2004: Épreuves d'artistes curt-metratge documental de Gilles Jacob amb Gérard Depardieu, Michel Serrault

## Premis
- 1969 Festival Internacional de Cinema de Berlín Os d'argent per: L'homme qui ment (1968)[cal citació]
- 1969 Festival Internacional de Cinema de Canes Premi a la interpretació masculina per: Z (1969)[cal citació]
- 2012 César al millor actor per Amour[2]